# Sierra Entertainment
Sierra Entertainment (dříve Sierra On-Line) je americká společnost zabývající se vývojem a distribucí počítačových her a videoher. Byla založena v roce 1979 původně jako On-Line Systems Kenem a Robertou Williamsovými ve městě Fresno (Kalifornie, USA). Studio vlastní společnost Activision, dceřiná společnost Activision Blizzard.
Sierra je nejvíce známá pro svých několik dobrodružných herních titulů počínajících v 80. letech 20. století, z nichž mnoho mělo velký vliv na historii videoher. V roce 2008 se mateřská společnost Sierry, Vivendi Universal Games (v roce 2006 přejmenovaná na Vivendi Games), sloučila s vydavatelem Activision a utvořily Activision Blizzard holdingovou společnost.
Vivendi games zanikla a vlastnictví Sierry Entertainment bylo převedeno na společnost Activision. Později téhož roku byla Sierra uzavřena pro možný budoucí prodej. Některé herní franšízy (jako třeba Crash Bandicoot a Spyro the Dragon), které byly publikovány Sierrou, byly později publikovány společností Activision.
Sierra byla společností Activision Blizzard v roce 2014 opět oživena a nyní se zaměřuje na znovu vydávání svých starých her, jejich přepracování do moderní podoby a v poslední době i tvorbu nových herních titulů.

## Historie

### Založení
Sierra Entertainment byla založena v roce 1979 jako On-Line Systems v Simi Valley, Kalifornii Kenem a Robertou Williamsovými. Ken Williams coby programátor ve společnosti IBM si zakoupil mikropočítač Apple II, který měl v plánu využít pro vývoj programovacího jazyka Fortran pro tento počítač. Jeho manželka Roberta Williams počítač využívala k hraní textových adventur, avšak byla s textovým rozhraním velmi nespokojená a uvědomila si, že grafický displej mikropočítače Apple II by v kombinaci s grafickou hrou mohl zvýšit zážitek. Po počátečním úspěchu bylo On-Line Systems v roce 1982 přejmenováno na Sierra On-Line a společnost přesídlila do Oakhurstu v Kalifornii. Začátkem roku 1984 agentura InfoWorld zveřejnila statistiku, v níž uvedla, že Sierra je 12. největší softwarová společnost se ziskem 12,5 milionu dolarů za rok 1983.

### 80. léta
V roce 1980 On-Line Systems vydalo svoji první Hi-Res adventuru Mystery House. Scénář k této hře napsala během tří týdnů Roberta a po jeho dokončení ho předvedla Kenovi. Povedlo se jí Kena přesvědčit, aby jí s vývojem hry večer po práci pomáhal. Roberta pracovala na grafickém zpracování a textech obsažených ve hře a Kenovi dávala instrukce jak tyto materiály seskládat, aby vytvořil hru dle jejích představ. Na hře usilovně pracovali přibližně 3 měsíce a dne 5. května 1980 byla hra konečně připravena k vypuštění do světa. Z Mystery House se stal okamžitý hit – jednalo se o první grafickou adventuru (jednalo se o monochromatické, jednoduché linkami vytvořené objekty). Prodalo se asi 15 000 kopií hry a zisk za její prodej činil 167 000 amerických dolarů.
Druhou grafickou adventurou studia byl titul Mission Asteroid a byl označován jako "Hi-Res adventura #0", ačkoli ve skutečnosti byla již druhým vydáním. Další herní titul – Wizard and the Princess, známý také jako Adventure in Serenia, je považován za předzvěst pozdější série King's Quest – jak v příběhu, tak v konceptu. Během let 1981 a 1982 bylo mnoho her vydáváno v sériích, jako třeba Cranston Manor, Ulysses and the Golden Fleece, Time Zone a The Dark Crystal. Zjednodušenou verzi The Dark Crystal napsal Al Lowe a byla vydána pro mladší publikum.

## Seznam her
| Název                                                                          | Rok vydání | Poznámka |
| ------------------------------------------------------------------------------ | ---------- | --- |
| Mystery House                                                                  | 1980       | První grafická adventura |
| Wizard and the Princess                                                        | 1980       | |
| Mission Asteroid                                                               | 1980       | |
| Crossfire                                                                      | 1981       | |
| Jawbreaker                                                                     | 1981       | Stejná jako Pac-Man |
| Laff Pack                                                                      | 1981       | |
| Lunar Leeper                                                                   | 1981       | |
| Softporn Adventure                                                             | 1981       | |
| Threshold                                                                      | 1981       | |
| Ulysses and the Golden Fleece                                                  | 1981       | |
| Cannonball Blitz                                                               | 1982       | Stejná jako Donkey Kong |
| Cranston Manor                                                                 | 1982       | |
| Dragon's Keep                                                                  | 1982       | |
| Frogger                                                                        | 1982       | |
| Time Zone                                                                      | 1982       | |
| Ultima II: The Revenge of the Enchantress                                      | 1982       | |
| The Dark Crystal                                                               | 1983       | |
| Apple Cider Spider                                                             | 1983       | |
| B.C.'s Quest for Tires                                                         | 1983       | |
| Bop-A-Bet                                                                      | 1983       | |
| Mine Shaft                                                                     | 1983       | |
| Mr. Cool                                                                       | 1983       | Stejný jako Q*bert |
| Oil's Well                                                                     | 1983       | Stejný jako Anteater |
| Sammy Lightfoot                                                                | 1983       | |
| Troll's Tale                                                                   | 1983       | |
| Ultima: Escape from Mt. Drash                                                  | 1983       | |
| B.C. II: Grog's Revenge                                                        | 1984       | |
| Donald Duck's Playground                                                       | 1984       | |
| Gelfling Adventure                                                             | 1984       | |
| King's Quest: Quest for the Crown                                              | 1984       | |
| Learning with FuzzyWOMP                                                        | 1984       | |
| Mickey's Space Adventure                                                       | 1984       | |
| Sierra Championship Boxing                                                     | 1984       | |
| Winnie the Pooh in the Hundred Acre Wood                                       | 1984       | |
| Learning With the Leeper                                                       | 1984       | |
| Wizard of ID's WizType                                                         | 1984       | |
| King's Quest II: Romancing the Throne                                          | 1985       | |
| Wrath of Denethenor                                                            | 1986       | |
| The Black Cauldron                                                             | 1986       | |
| King's Quest III: To Heir Is Human                                             | 1986       | |
| Space Quest: The Sarien Encounter                                              | 1986       | |
| 3-D Helicopter Simulator                                                       | 1987       | |
| Leisure Suit Larry in the Land of the Lounge Lizards                           | 1987       | |
| Police Quest: In Pursuit of the Death Angel                                    | 1987       | |
| Mixed-Up Mother Goose                                                          | 1987       | |
| Space Quest II: Vohaul's Revenge                                               | 1987       | |
| Thexder                                                                        | 1987       | |
| Gold Rush!                                                                     | 1988       | |
| King's Quest IV: The Perils of Rosella                                         | 1988       | |
| Leisure Suit Larry Goes Looking for Love (in Several Wrong Places)             | 1988       | |
| Manhunter: New York                                                            | 1988       | |
| Police Quest II: The Vengeance                                                 | 1988       | |
| Silpheed                                                                       | 1988       | |
| Codename: ICEMAN                                                               | 1989       | |
| The Colonel's Bequest                                                          | 1989       | |
| Hero's Quest: So You Want to Be a Hero                                         | 1989       | |
| Hoyle's Official Book of Games: Volume 1                                       | 1989       | |
| Leisure Suit Larry III: Passionate Patti in Pursuit of the Pulsating Pectorals | 1989       | |
| Manhunter 2: San Francisco                                                     | 1989       | |
| Space Quest III: The Pirates of Pestulon                                       | 1989       | |
| Conquests of Camelot: The Search for the Grail                                 | 1990       | |
| Fire Hawk: Thexder The Second Contact                                          | 1990       | |
| Hoyle's Official Book of Games: Volume 2                                       | 1990       | |
| King's Quest: Quest for the Crown (SCI remake)                                 | 1990       | |
| King's Quest V: Absence Makes the Heart Go Yonder!                             | 1990       | |
| Oil's Well (remake)                                                            | 1990       | |
| Quest for Glory II: Trial by Fire                                              | 1990       | |
| Red Baron                                                                      | 1990       | |
| Rise of the Dragon                                                             | 1990       | |
| Sorcerian                                                                      | 1990       | |
| Zeliard                                                                        | 1990       | |
| The Adventures of Willy Beamish                                                | 1991       | |
| Castle of Dr. Brain                                                            | 1991       | |
| Conquests of the Longbow: The Legend of Robin Hood                             | 1991       | |
| EcoQuest: The Search for Cetus                                                 | 1991       | |
| Gobliiins                                                                      | 1991       | |
| Heart of China                                                                 | 1991       | |
| Hoyle's Official Book of Games: Volume 3                                       | 1991       | |
| Jones in the Fast Lane                                                         | 1991       | |
| Leisure Suit Larry in the Land of the Lounge Lizards (SCI remake)              | 1991       | |
| Leisure Suit Larry 5: Passionate Patti Does a Little Undercover Work           | 1991       | |
| Mixed-Up Fairy Tales                                                           | 1991       | |
| Nova 9: The Return of Gir Draxon                                               | 1991       | |
| Police Quest III: The Kindred                                                  | 1991       | |
| Mixed-Up Mother Goose (SCI remake)                                             | 1991       | |
| Space Quest: The Sarien Encounter (SCI remake)                                 | 1991       | |
| Space Quest IV: Roger Wilco and the Time Rippers                               | 1991       | |
| Stellar 7 (remake of 1982 non-Sierra version)                                  | 1991       | |
| Red Baron: Mission Builder                                                     | 1991       | |
| Aces of the Pacific                                                            | 1992       | |
| Air Bucks                                                                      | 1992       | |
| Caesar                                                                         | 1992       | |
| The Dagger of Amon Ra                                                          | 1992       | |
| The Even More Incredible Machine                                               | 1992       | |
| Front Page Sports Football                                                     | 1992       | |
| Gobliins 2: The Prince Buffoon                                                 | 1992       | |
| The Incredible Machine                                                         | 1992       | |
| The Island of Dr. Brain                                                        | 1992       | |
| King's Quest VI: Heir Today, Gone Tomorrow                                     | 1992       | |
| Mega Math                                                                      | 1992       | |
| Police Quest: In Pursuit of the Death Angel (SCI Remake)                       | 1992       | |
| Quarky & Quaysoo's Turbo Science                                               | 1992       | |
| Quest for Glory: So You Want to Be a Hero (SCI Remake)                         | 1992       | |
| Quest for Glory III: Wages of War                                              | 1992       | |
| Shadow of Yserbius                                                             | 1992       | |
| Take a Break! Crosswords                                                       | 1992       | |
| WWII: 1946                                                                     | 1992       | |
| Crazy Nick's Picks - King Graham's Board Game Challenge                        | 1993       | |
| Aces Over Europe                                                               | 1993       | |
| Raymond E. Feist's Betrayal at Krondor                                         | 1993       | |
| Police Quest IV: Open Season                                                   | 1993       | |
| Detroit                                                                        | 1993       | |
| EcoQuest 2: Lost Secret of the Rainforest                                      | 1993       | |
| Fates of Twinion                                                               | 1993       | |
| Freddy Pharkas: Frontier Pharmacist                                            | 1993       | |
| Goblins Quest 3                                                                | 1993       | |
| Inca                                                                           | 1993       | |
| Inca II: Nations of Immortality                                                | 1993       | |
| Leisure Suit Larry 6: Shape Up or Slip Out!                                    | 1993       | |
| Lost in Time                                                                   | 1993       | |
| Pepper's Adventures in Time                                                    | 1993       | |
| The Prophecy                                                                   | 1993       | |
| Quest for Glory IV: Shadows of Darkness                                        | 1993       | |
| Sid & Al's Incredible Toons                                                    | 1993       | |
| Slater & Charlie Go Camping                                                    | 1993       | |
| Space Quest V: Roger Wilco in the Next Mutation                                | 1993       | |
| Take a Break! Pinball                                                          | 1993       | |
| Yobi's Basic Spelling Tricks                                                   | 1993       | |
| Gabriel Knight: Sins of the Fathers                                            | 1993       | |
| Aces of the Deep                                                               | 1994       | |
| Alien Legacy                                                                   | 1994       | |
| Battle Bugs                                                                    | 1994       | |
| The Bizarre Adventures of Woodruff and the Schnibble                           | 1994       | |
| Front Page Sports: Baseball '94                                                | 1994       | |
| The Incredible Machine 2                                                       | 1994       | |
| The Incredible Toon Machine                                                    | 1994       | |
| Lode Runner: The Legend Returns                                                | 1994       | |
| Lords of the Realm                                                             | 1994       | |
| Metaltech: Earthsiege                                                          | 1994       | |
| NASCAR Racing                                                                  | 1994       | |
| Outpost                                                                        | 1994       | |
| King's Quest VII: The Princeless Bride                                         | 1994       | |
| 3-D Ultra Pinball                                                              | 1995       | |
| Aces of the Deep Expansion Disk                                                | 1995       | |
| Conqueror A.D. 1086                                                            | 1995       | |
| Daryl F. Gates' Police Quest: SWAT                                             | 1995       | |
| Front Page Sports: Football Pro '96 Season                                     | 1995       | |
| Gabriel Knight 2: The Beast Within                                             | 1995       | |
| The Incredible Machine 3.0                                                     | 1995       | |
| The Last Dynasty                                                               | 1995       | |
| Lode Runner Online: Mad Monks' Revenge                                         | 1995       | |
| The Lost Mind of Dr. Brain                                                     | 1995       | |
| Metaltech: Battledrome                                                         | 1995       | |
| Metaltech: Earthsiege - Expansion Pack                                         | 1995       | |
| NASCAR Track Pack                                                              | 1995       | |
| Phantasmagoria                                                                 | 1995       | |
| Shivers                                                                        | 1995       | |
| Space Quest 6: The Spinal Frontier                                             | 1995       | |
| Thexder 95                                                                     | 1995       | |
| Torin's Passage                                                                | 1995       | |
| Trophy Bass                                                                    | 1995       | |
| You Don't Know Jack                                                            | 1995       | |
| 3-D Ultra Pinball: Creep Night                                                 | 1996       | |
| Birthright - The Gorgon's Alliance                                             | 1996       | |
| Caesar II                                                                      | 1996       | |
| CART Racing                                                                    | 1996       | |
| CyberGladiators                                                                | 1996       | |
| Earthsiege 2                                                                   | 1996       | |
| Eat My Dust                                                                    | 1996       | |
| Fast Attack: High Tech Submarine Warfare                                       | 1996       | |
| Flight                                                                         | 1996       | |
| Front Page Sports: Trophy Bass 2                                               | 1996       | |
| Hoyle Bridge                                                                   | 1996       | |
| Hoyle Children's Collection                                                    | 1996       | |
| Hoyle Solitaire                                                                | 1996       | |
| Hunter Hunted                                                                  | 1996       | |
| IndyCar Racing II                                                              | 1996       | |
| Leisure Suit Larry 7: Love for Sail!                                           | 1996       | |
| Lighthouse: The Dark Being                                                     | 1996       | |
| Lords of the Realm II                                                          | 1996       | |
| MissionForce: Cyberstorm                                                       | 1996       | |
| NASCAR Racing 2                                                                | 1996       | |
| Phantasmagoria II: A Puzzle of Flesh                                           | 1996       | |
| Power Chess                                                                    | 1996       | |
| Rama                                                                           | 1996       | |
| The Realm Online                                                               | 1996       | Na vrcholu své slávy měla hra až 25 000 hráčů. Od data vydání hry působil Ken Williams až do roku 1998 jako výkonný producent společnosti. |
| The Rise & Rule of Ancient Empires                                             | 1996       | |
| Robert E. Lee: Civil War General                                               | 1996       | |
| Silent Thunder                                                                 | 1996       | |
| Space Bucks                                                                    | 1996       | |
| Stay Tooned!                                                                   | 1996       | |
| The Time Warp of Dr. Brain                                                     | 1996       | |
| Total Meltdown                                                                 | 1996       | |
| Urban Runner                                                                   | 1996       | |
| You Don't Know Jack XL (X-Tra Large)                                           | 1996       | |
| 3-D Ultra Minigolf                                                             | 1997       | |
| 3-D Ultra Pinball: The Lost Continent                                          | 1997       | |
| Betrayal in Antara                                                             | 1997       | |
| Front Page Sports: Baseball Pro '98                                            | 1997       | |
| Front Page Sports: Golf                                                        | 1997       | |
| Front Page Sports: Trophy Rivers                                               | 1997       | |
| Grant - Lee - Sherman: Civil War 2: Generals                                   | 1997       | |
| Diablo: Hellfire                                                               | 1997       | |
| Hoyle Poker                                                                    | 1997       | |
| Lords of Magic                                                                 | 1997       | |
| Lords of the Realm II: Siege Pack                                              | 1997       | |
| NASCAR Grand National Series Expansion Pack                                    | 1997       | |
| Outpost 2: Divided Destiny                                                     | 1997       | |
| Red Baron II                                                                   | 1997       | |
| Shivers 2: Harvest of Souls                                                    | 1997       | |
| SODA Off-Road Racing                                                           | 1997       | |
| You Don't Know Jack: Volume 3                                                  | 1997       | |
| 3-D Ultra NASCAR Pinball                                                       | 1998       | |
| After Dark Games                                                               | 1998       | |
| Caesar III                                                                     | 1998       | |
| Cyberstorm 2: Corporate Wars                                                   | 1998       | |
| Dr. Brain Thinking Games: IQ Adventure                                         | 1998       | |
| Dr. Brain Thinking Games: Puzzle Madness                                       | 1998       | |
| Driver's Education '98                                                         | 1998       | |
| Grand Prix Legends                                                             | 1998       | |
| Half-Life                                                                      | 1998       | |
| Head Rush                                                                      | 1998       | |
| Hoyle Classic Board Games                                                      | 1998       | |
| Leisure Suit Larry's Casino                                                    | 1998       | |
| Lords of Magic: Legends of Urak                                                | 1998       | |
| Police Quest: SWAT 2                                                           | 1998       | |
| Pro Pilot '99                                                                  | 1998       | |
| Quest for Glory V: Dragon Fire                                                 | 1998       | |
| Raymond E. Feist's Return to Krondor                                           | 1998       | |
| Red Baron 3-D                                                                  | 1998       | |
| Starsiege                                                                      | 1998       | |
| Starsiege: Tribes                                                              | 1998       | |
| Ultimate Soccer Manager 98                                                     | 1998       | |
| Viper Racing                                                                   | 1998       | |
| You Don't Know Jack: The Irreverent Collection                                 | 1998       | |
| You Don't Know Jack: Volume 4: The Ride                                        | 1998       | |
| King's Quest: Mask of Eternity                                                 | 1998       | |
| 3-D Ultra Pinball: Thrill Ride                                                 | 1999       | |
| 3D Ultra Radio Control Racers                                                  | 1999       | |
| Austin Powers: Operation Trivia                                                | 1999       | |
| Curse You! Red Baron                                                           | 1999       | |
| Field & Stream: Trophy Bass 3D                                                 | 1999       | |
| Gabriel Knight 3: Blood of the Sacred, Blood of the Damned                     | 1999       | |
| Half-Life: Adrenaline Pack                                                     | 1999       | |
| Half-Life: Initial Encounter                                                   | 1999       | |
| Half-Life: Opposing Force                                                      | 1999       | |
| Half-Life: Uplink                                                              | 1999       | |
| Homeworld                                                                      | 1999       | |
| Hoyle Card Games                                                               | 1999       | |
| Hoyle Backgammon and Cribbage                                                  | 1999       | |
| NASCAR Craftsman Truck Series Racing                                           | 1999       | |
| NASCAR Racing - 1999 Edition                                                   | 1999       | |
| NASCAR Racing 3                                                                | 1999       | |
| Pharaoh                                                                        | 1999       | |
| SWAT 3: Close Quarters Battle                                                  | 1999       | |
| Team Fortress Classic                                                          | 1999       | |
| You Don't Know Jack: Offline                                                   | 1999       | |
| 3-D Ultra Lionel Train Town Deluxe                                             | 2000       | |
| Cleopatra: Queen of the Nile                                                   | 2000       | |
| Field & Stream: Trophy Bass 4                                                  | 2000       | |
| Field & Stream: Trophy Buck 'n Bass 2                                          | 2000       | |
| Field & Stream: Trophy Hunting 4                                               | 2000       | |
| Ground Control                                                                 | 2000       | |
| Ground Control: Dark Conspiracy                                                | 2000       | |
| Gunman Chronicles                                                              | 2000       | |
| Counter-Strike                                                                 | 2000       | |
| Homeworld: Cataclysm                                                           | 2000       | |
| Hoyle Casino                                                                   | 2000       | |
| Maximum Pool                                                                   | 2000       | |
| NASCAR Acceleration Pack                                                       | 2000       | |
| PGA Championship Golf 2000                                                     | 2000       | |
| Professional Bull Rider 2                                                      | 2000       | |
| RC Racers II                                                                   | 2000       | |
| Return of the Incredible Machine: Contraptions                                 | 2000       | |
| You Don't Know Jack: 5th Dementia                                              | 2000       | |
| You Don't Know Jack: Louder! Faster! Funnier!                                  | 2000       | |
| Master of Olympus - Zeus                                                       | 2000       | |
| Master of Atlantis - Poseidon                                                  | 2001       | |
| Field & Stream: Trophy Hunting 5                                               | 2001       | |
| NASCAR Racing 4                                                                | 2001       | |
| The $100,000 Pyramid                                                           | 2001       | |
| Empire Earth                                                                   | 2001       | |
| Spyro: Season of Ice                                                           | 2001       | |
| Crash Bandicoot: The Wrath of Cortex                                           | 2001       | |
| Arcanum: Of Steamworks & Magick Obscura                                        | 2001       | |
| Empire Earth: The Art of Conquest                                              | 2002       | |
| Casino Empire                                                                  | 2002       | |
| Tribes: Aerial Assault                                                         | 2002       | |
| Crash Bandicoot: The Huge Adventure                                            | 2002       | |
| Spyro 2: Season of Flame                                                       | 2002       | |
| Dark Angel                                                                     | 2002       | |
| Die Hard: Nakatomi Plaza                                                       | 2002       | |
| Die Hard: Vendetta                                                             | 2002       | |
| Emperor: Rise of the Middle Kingdom                                            | 2002       | |
| Hoyle Casino Empire                                                            | 2002       | |
| No One Lives Forever 2: A Spy In H.A.R.M.'s Way                                | 2002       | |
| Metal Arms: Glitch in the System                                               | 2003       | |
| Crash Bandicoot 2: N-Tranced                                                   | 2003       | |
| Homeworld 2                                                                    | 2003       | |
| Crash Nitro Kart                                                               | 2003       | |
| Contract J.A.C.K.                                                              | 2003       | |
| The Lord of the Rings: War of the Ring                                         | 2003       | |
| Hoyle Majestic Chess                                                           | 2003       | |
| The Simpsons Hit & Run                                                         | 2003       | |
| Lords of the Realm III                                                         | 2004       | |
| Evil Genius                                                                    | 2004       | |
| Crash Bandicoot Purple: Ripto's Rampage                                        | 2004       | |
| Crash Twinsanity                                                               | 2004       | |
| Spyro: A Hero's Tail                                                           | 2004       | Publikováno pouze v Evropě |
| Spyro Orange: The Cortex Conspiracy                                            | 2004       | |
| Leisure Suit Larry: Magna Cum Laude                                            | 2004       | |
| Half-Life 2                                                                    | 2004       | |
| F.E.A.R.                                                                       | 2005       | |
| The Incredible Hulk: Ultimate Destruction                                      | 2005       | |
| Crash Tag Team Racing                                                          | 2005       | |
| Spyro: Shadow Legacy                                                           | 2005       | |
| SWAT 4                                                                         | 2005       | |
| Crash Boom Bang!                                                               | 2006       | |
| Eragon                                                                         | 2006       | |
| SWAT 4: The Stetchkov Syndicate                                                | 2006       | |
| Caesar IV                                                                      | 2006       | |
| The Legend of Spyro: A New Beginning                                           | 2006       | |
| Scarface: The World Is Yours                                                   | 2006       | |
| World in Conflict                                                              | 2007       | |
| The Legend of Spyro: The Eternal Night                                         | 2007       | |
| Crash of the Titans                                                            | 2007       | |
| Battlestar Galactica                                                           | 2007       | |
| TimeShift                                                                      | 2007       | |
| Aliens vs. Predator: Requiem                                                   | 2007       | |
| Robert Ludlum's The Bourne Conspiracy                                          | 2008       | |
| Crash: Mind over Mutant                                                        | 2008       | Některé kopie obsahují logo Activision |
| The Legend of Spyro: Dawn of the Dragon                                        | 2008       | Některé kopie obsahují logo Activision |
| The Spiderwick Chronicles                                                      | 2008       | |
| Zombie Wranglers                                                               | 2009       | |
| Geometry Wars 3: Dimensions                                                    | 2014       | První publikovaná hra po znovuotevření studia                                                                                              |
| Shiftlings                                                                     | 2015       | |
| King's Quest                                                                   | 2015       | |
| Velocity 2X                                                                    | 2015       | Verze pro Microsoft Windows a XBOX |